# Joe Harris (fotbollsspelare)
Joshua "Joe" Harris, född 5 november 1891 i Glasgow, Skottland, död 1966, var en skotsk professionell fotbollsspelare och manager. 
Harris började sin fotbollskarriär som vänsterytter i Burnley FC men spelade större delen i Bristol City där spelade 205 matcher och gjorde 26. Han spelade även 134 matcher och gjorde 15 mål, varav 136 matcher i ligan, för Leeds United mellan 1922 och 1925. Han avslutade spelarkarriären i Fulham därefter fortsatte han som manager i RC Lens.